# Fabricio Agosto
Fabricio Agosto Ramírez (ur. 31 sierpnia 1987 w Las Palmas) – hiszpański piłkarz występujący na pozycji bramkarza w angielskim klubie Fulham F.C.